# Литовський лит

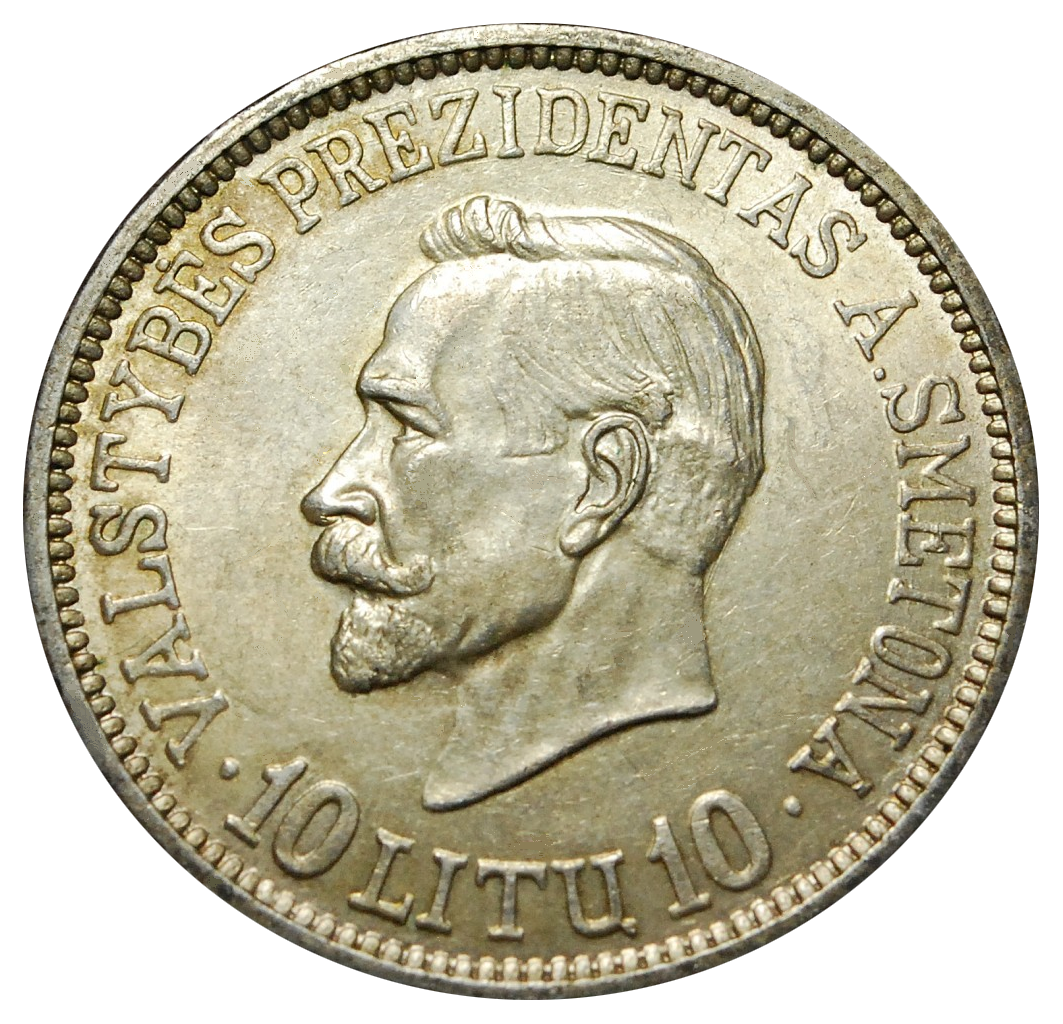
Профіль 1-го президента Антанаса Сметони на ювілейній монеті 10 літів (1938)

Литовський лит (лит. litas) — національна грошова одиниця Литовської республіки, що була в обігу у 1922-1940 роках, а також з 25 червня 1993 року до 1 січня 2015 року. Литовський лит було вперше введено в обіг в 1922 р. після проголошення першої Литовської республіки (1918–1940) і проіснував він до окупації Литви Радянським Союзом в 1940 р. В 1993 р. відновлений лит прийшов на зміну перехідним талонам (лит: talonas), які протягом року після виходу Литви з «рубльової зони» виконували функції національної валюти.

1 січня 2015 Литва увійшла в єврозону, національну литовську валюту лит замінив євро за курсом 3,45280 літа за 1 євро.
Литовською: 1 Litas/Centas, 2-9 Litai/Centai, 10 чи більше Litų/Centų.

## Лит у першій Литовській республіці

### Банкноти

#### Випуск 10 вересня 1922 року
| Зображення     | Зображення       | Номінал   | Дата виходу | Розміри (мм) | Опис |
| Лицева сторона | Оборотна сторона | Номінал   | Дата виходу | Розміри (мм) | Опис |
| -------------- | ---------------- | --------- | ----------- | ------------ | ---- |
|                |                  | 1 цент    | 1994        |              |      |
|                |                  | 5 центів  | 1994        |              |      |
|                |                  | 20 центів | 1994        |              |      |
|                |                  | 50 центів | 1994        |              |      |
|                |                  | 1 лит     | 1994        |              |      |
|                |                  | 5 литів   | 1994        |              |      |

### Монети
| Зображення | Номінал   | Рік  | Матеріал | Діаметр, мм | Маса, г | Гурт                                        | Тираж      |
| ---------- | --------- | ---- | -------- | ----------- | ------- | ------------------------------------------- | ---------- |
|            | 1 цент    | 1925 |          | 15,5        | 1,6     | гладкий                                     | 5 000 000  |
|            | 1 цент    | 1936 |          | 15,5        | 1,0     | гладкий                                     | 9 955 000  |
|            | 2 цента   | 1936 |          | 18          | 2,3     | гладкий                                     | 4 951 107  |
|            | 5 центів  | 1925 |          | 19          | 2,1     | гладкий                                     | 12 000 000 |
|            | 5 центів  | 1936 |          | 20          | 3,0     | гладкий                                     | 4 800 000  |
|            | 10 центів | 1925 |          | 20          | 3,0     | гладкий                                     | 12 000 000 |
|            | 20 центів | 1925 |          |             | 4,0     | гладкий                                     | 8 000 000  |
|            | 50 центів | 1925 |          | 25          | 5,0     | гладкий                                     | 5 000 000  |
|            | 1 лит     | 1925 | Ag-500   | 19,0        | 2,7     | рубчастий                                   | 5 985 000  |
|            | 2 лита    | 1925 | Ag-500   | 23,0        | 5,4     | рубчастий                                   | 3 000 000  |
|            | 5 литів   | 1925 | Ag-500   | 29,4        | 13,5    | рубчастий                                   | 1 000 000  |
|            | 5 литів   | 1936 | Ag-750   | 27,1        | 9,0     | гладкий з написом TAVO GEROVĖ TAUTOS GEROVĖ | 2 750 000  |
|            | 10 литів  | 1936 | Ag-750   | 32,2        | 18,0    | гладкий з написом TAUTOS JĖGA VIENYBĖJE     | 876 000    |
|            | 10 литів  | 1938 | Ag-750   | 32,2        | 18,0    | гладкий з написом TAUTOS JĖGA VIENYBĖJE     | 180 000    |

## Лит у другій Литовській республіці

### Монети 1991 року
| Зображення | Номінал   | Матеріал | Діаметр (мм) | Товщина (мм) | Масса (г) | Гурт     |
| ---------- | --------- | -------- | ------------ | ------------ | --------- | -------- |
|            | 1 цент    | алюміній | 18,75        | 1,30         | 0,83      | гладкий  |
|            | 2 цента   | алюміній | 21,75        | 1,30         | 1,12      | гладкий  |
|            | 5 центів  | алюміній | 24,40        | 1,35         | 1,40      | гладкий  |
|            | 10 центів | Cu+Zn+Sn | 16,0         | 1            | 1,40      | гладкий  |
|            | 20 центів | Cu+Zn+Sn | 17,50        | 1,2          | 2,10      | гладкий  |
|            | 50 центів | Cu+Zn+Sn | 21,00        | 1,2          | 3,03      | гладкий  |
|            | 1 лит     | Cu+Ni    | 16,75        | 1,5          | 2,35      | рубчатий |
|            | 2 лита    | Cu+Ni    | 20,5         | 1,35         | 3,46      | рубчатий |
|            | 5 литів   | Cu+Ni    | 23           | 1,5          | 4,36      | рубчатий |

### Монети 1997—2014 років
| Зображення                                                                          | Номінал   | Матеріал                      | Діаметр (мм) | Товщина (мм) | Масса (г) | Гурт                                           | Роки випуску                                                          |
| ----------------------------------------------------------------------------------- | --------- | ----------------------------- | ------------ | ------------ | --------- | ---------------------------------------------- | --------------------------------------------------------------------- |
|                                                                                     | 10 центів | Cu+Zn+Ni                      | 17,00        | 1,70         | 2,60      | рубчатий                                       | 1997 1998 1999 2000 2003 2006 2007 2008 2009 2010 2011 2012 2013 2014 |
|                                                                                     | 20 центів | Cu+Zn+Ni                      | 20,50        | 2,10         | 4,80      | рубчатий                                       | 1997 1998 1999 2000 2003 2007 2008 2009 2010 2011 2012 2013 2014      |
|                                                                                     | 50 центів | Cu+Zn+Ni                      | 23,00        | 2,10         | 6,00      | рубчатий                                       | 1997 1998 1999 2000 2003 2008 2009 2010 2011 2012 2013 2014           |
|                                                                                     | 1 лит     | Cu+Ni                         | 22,30        | 2,20         | 6,25      | рубчатий                                       | 1998 1999 2000 2001 2002 2003 2008 2009 2010 2011 2012 2013 2014      |
|                                                                                     | 2 лита    | кільце: Cu+Al+Ni центр: Cu+Ni | 25,00        | 2,20         | 7,50      | переривисто- рубчатий                          | 1998 1999 2000 2001 2002 2003 2008 2009 2010 2011 2012 2013 2014      |
|                                                                                     | 5 литов   | кільце: Cu+Ni центр: Cu+Al+Ni | 27,50        | 2,35         | 10,10     | гладкий с надписом «PENKI LITAI» (п'ять литів) | 1998 1999 2000 2003 2008 2009 2010 2011 2012 2013 2014                |
| Примітка: жирним виділені роки, коли данні монети виходили тільки у складі наборів. |           |                               |              |              |           |                                                |                                                                       |

### Сучасні банкноти
| Зображення     | Зображення       | Номінал   | Дата виходу | Розміри (мм) | Опис |
| Лицева сторона | Оборотна сторона | Номінал   | Дата виходу | Розміри (мм) | Опис |
| -------------- | ---------------- | --------- | ----------- | ------------ | --- |
|                |                  | 1 лит     | 1994        | 135×65       | Лицева сторона: портрет литовської письменниці Юлії Жемайте (1845–1921) Оборотна сторона: дерев'яний костел Святого Йосафата в Палуші Водяний знак: герб Литви |
|                |                  | 2 лита    | 1993        | 135×65       | Лицева сторона: портрет литовського письменника-просвітника Мотеюса Валанчуса (1801–1875) Оборотна сторона: вид на Тракайський замок Водяний знак: герб Литви |
|                |                  | 5 литів   | 1993        | 135×65       | Лицева сторона: портрет «батька» литовської літературної мови Йонаса Яблонскіса (1860–1930) Оборотна сторона: скульптура «Литовська школа» Пятраса Рімші Водяний знак: герб Литви                                                                                                   |
|                |                  | 10 литів  | 1991        | 135×65       | Лицева сторона: портрети литовських пілотів Стяпонаса Дарюса (1896–1933) і Стасиса Гиренаса (1893–1933) Оборотна сторона: літак «Lituanica», що летить над Атлантичним океаном Водяний знак: герб Литви                                                                             |
|                |                  | 10 литів  | 1993        | 135×65       | Лицева сторона: портрети литовських пілотів Стяпонаса Дарюса (1896–1933) і Стасиса Гиренаса (1893–1933) Оборотна сторона: літак «Lituanica», що летить над Атлантичним океаном Водяний знак: герб Литви                                                                             |
|                |                  | 10 литів  | 1997        | 135×65       | Лицева сторона: портрети литовських пілотів Стяпонаса Дарюса (1896–1933) і Стасиса Гиренаса (1893–1933) Оборотна сторона: літак «Lituanica», що летить над Атлантичним океаном Водяний знак: герб Литви                                                                             |
|                |                  | 10 литів  | 2001        | 135×65       | Лицева сторона: портрети литовських пілотів Стяпонаса Дарюса (1896–1933) і Стасиса Гиренаса (1893–1933) Оборотна сторона: літак «Lituanica», що летить над Атлантичним океаном Водяний знак: герб Литви                                                                             |
|                |                  | 10 литів  | 2007        | 135×65       | Лицева сторона: портрети литовських пілотів Стяпонаса Дарюса (1896–1933) і Стасиса Гиренаса (1893–1933) Оборотна сторона: літак «Lituanica», що летить над Атлантичним океаном Водяний знак: герб Литви                                                                             |
|                |                  | 20 литів  | 1991        | 135×65       | Лицева сторона: портрет литовського поета і драматурга Майроніса (Йонаса Мачуліса) (1862–1932) Оборотна сторона: воєнний музей ім. Вітаутаса Великого і статуя Свободи в Каунасі Водяний знак: герб Литви (на банкнотах 1993 року) / портрет Майрониса (на наступних)               |
|                |                  | 20 литів  | 1993        | 135×65       | Лицева сторона: портрет литовського поета і драматурга Майроніса (Йонаса Мачуліса) (1862–1932) Оборотна сторона: воєнний музей ім. Вітаутаса Великого і статуя Свободи в Каунасі Водяний знак: герб Литви (на банкнотах 1993 року) / портрет Майрониса (на наступних)               |
|                |                  | 20 литів  | 1997        | 135×65       | Лицева сторона: портрет литовського поета і драматурга Майроніса (Йонаса Мачуліса) (1862–1932) Оборотна сторона: воєнний музей ім. Вітаутаса Великого і статуя Свободи в Каунасі Водяний знак: герб Литви (на банкнотах 1993 року) / портрет Майрониса (на наступних)               |
|                |                  | 20 литів  | 2001        | 135×65       | Лицева сторона: портрет литовського поета і драматурга Майроніса (Йонаса Мачуліса) (1862–1932) Оборотна сторона: воєнний музей ім. Вітаутаса Великого і статуя Свободи в Каунасі Водяний знак: герб Литви (на банкнотах 1993 року) / портрет Майрониса (на наступних)               |
|                |                  | 20 литів  | 2007        | 135×65       | Лицева сторона: портрет литовського поета і драматурга Майроніса (Йонаса Мачуліса) (1862–1932) Оборотна сторона: воєнний музей ім. Вітаутаса Великого і статуя Свободи в Каунасі Водяний знак: герб Литви (на банкнотах 1993 року) / портрет Майрониса (на наступних)               |
|                |                  | 50 литів  | 1991        | 135×65       | Лицева сторона: портрет батька литовського національного відродження Йонаса Басанавичюса (1851–1927) Оборотна сторона: вид на кафедральний собор Святого Станіслава і колокольню в Вільнюсі Водяний знак: герб Литви (на банкнотах 1993 року) / портрет Басанавичуса (на наступних) |
|                |                  | 50 литів  | 1993        | 135×65       | Лицева сторона: портрет батька литовського національного відродження Йонаса Басанавичюса (1851–1927) Оборотна сторона: вид на кафедральний собор Святого Станіслава і колокольню в Вільнюсі Водяний знак: герб Литви (на банкнотах 1993 року) / портрет Басанавичуса (на наступних) |
|                |                  | 50 литів  | 1998        | 135×65       | Лицева сторона: портрет батька литовського національного відродження Йонаса Басанавичюса (1851–1927) Оборотна сторона: вид на кафедральний собор Святого Станіслава і колокольню в Вільнюсі Водяний знак: герб Литви (на банкнотах 1993 року) / портрет Басанавичуса (на наступних) |
|                |                  | 50 литів  | 2003        | 135×65       | Лицева сторона: портрет батька литовського національного відродження Йонаса Басанавичюса (1851–1927) Оборотна сторона: вид на кафедральний собор Святого Станіслава і колокольню в Вільнюсі Водяний знак: герб Литви (на банкнотах 1993 року) / портрет Басанавичуса (на наступних) |
|                |                  | 100 литів | 1991        | 135×65       | Лицева сторона: портрет литовського історика Сімонаса Даукантаса (1793–1864) Оборотна сторона: вид на Вільнюський університет з костелом Святих Йоаннів і колокольней Водяний знак: герб Литви (на банкнотах 1993 року) / портрет Даукантаса (на наступних)                         |
|                |                  | 100 литів | 2000        | 135×65       | Лицева сторона: портрет литовського історика Сімонаса Даукантаса (1793–1864) Оборотна сторона: вид на Вільнюський університет з костелом Святих Йоаннів і колокольней Водяний знак: герб Литви (на банкнотах 1993 року) / портрет Даукантаса (на наступних)                         |
|                |                  | 100 литів | 2007        | 135×65       | Лицева сторона: портрет литовського історика Сімонаса Даукантаса (1793–1864) Оборотна сторона: вид на Вільнюський університет з костелом Святих Йоаннів і колокольней Водяний знак: герб Литви (на банкнотах 1993 року) / портрет Даукантаса (на наступних)                         |
|                |                  | 200 литів | 1997        | 135×65       | Лицева сторона: портрет литовського драматурга Відунаса (Вільгельмаса Сторостаса) (1868–1953) Оборотна сторона: Клайпедський маяк Водяний знак: портрет Відунаса |
|                |                  | 500 литів | 2000        | 145×70       | Лицева сторона: портрет литовського літератора Вінцаса Кудирки (1858–1899) Оборотна сторона: Литовський Дзвін Свободи і вид на долину річки Водяний знак: портрет Кудирки |